# بیستی بویز (فیلم)
«بیستی بویز» (انگلیسی: Beastie Boys) فیلمی در ژانر رمانتیک و درام است که در سال ۲۰۰۸ منتشر شد. از بازیگران آن می‌توان به یون جین سو اشاره کرد.